# Barry Sattels
Barry Young Sattels (* 8. September 1946) ist ein US-amerikanischer Schauspieler. Er wirkte vor allem in den 1980er und 1990er Jahren in einzelnen Episoden verschiedener US-amerikanischer Fernsehserien mit, spielte aber auch, besonders ab Mitte der 1990er Jahre, in unregelmäßigen Abständen in Filmen mit.

## Leben
Sattels wurde am 8. September 1946 geboren. Er ist seit dem 28. August 2001 mit der Schauspielerin Lisa London verheiratet. Seine erste Filmrolle hatte er in einen der Hauptrollen 1981 in dem Film Die Mumie des Pharao. In den folgenden knapp 20 Jahren wirkte er zumeist in einzelnen Episoden verschiedener US-amerikanischer Fernsehserien mit. Von 1986 bis 1988 verkörperte er in der Fernsehserie Cagney & Lacey in insgesamt neun Episoden die Rolle des Tony Stantinopolis. 1997 wirkte er im Film The Price of Desire unter dem Namen Moe Justini mit. Sattels war auch immer wieder in Nebenrollen in Spielfilmen zu sehen, zuletzt 2020 in Body of Night und Choke.

## Filmografie (Auswahl)
- 1981: Die Mumie des Pharao (Dawn of the Mummy)
- 1983: Simon & Simon (Fernsehserie, Episode 2x11)
- 1983: Remington Steele (Fernsehserie, Episode 2x10)
- 1984: Operation: Maskerade (Fernsehserie, Episode 1x04)
- 1984: Hotel (Fernsehserie, Episode 1x15)
- 1984: Fantasy Island (Fernsehserie, Episode 7x22)
- 1985: Finder of Lost Loves (Fernsehserie, Episode 1x21)
- 1985: Dallas (Fernsehserie, 2 Episoden)
- 1985: Insiders (Fernsehserie, 2 Episoden)
- 1985: Airwolf (Fernsehserie, 2 Episoden)
- 1985: Hardcastle & McCormick (Fernsehserie, Episode 3x10)
- 1986: Die Spezialisten unterwegs (Misfits of Science) (Fernsehserie, Episode 1x13)
- 1986: Code of Vengeance (Fernsehserie, Episode 1x04)
- 1986–1988: Cagney & Lacey (Fernsehserie, 9 Episoden)
- 1987: Agentin mit Herz (Scarecrow and Mrs. King) (Fernsehserie, Episode 4x12)
- 1987: Outlaws (Fernsehserie, Episode 1x02)
- 1987: Der Berserker (Number One with a Bullet)
- 1987: Magnum (Magnum, p.i.) (Fernsehserie, Episode 8x01)
- 1987: Banzai Runner
- 1988: California Clan (Santa Barbara) (Fernsehserie, 3 Episoden)
- 1989: The Edge (Fernsehfilm)
- 1989: Christine Cromwell (Fernsehserie, Episode 1x01)
- 1990: Ein gesegnetes Team (Father Dowling Mysteries) (Fernsehserie, Episode 3x01)
- 1990: Jake und McCabe – Durch dick und dünn (Jake and the Fatman) (Fernsehserie, Episode 4x08)
- 1991: Matlock (Fernsehserie, Episode 5x22)
- 1992: Inside Out III
- 1994: McKenzie und der erpresserische Moderator (A Perry Mason Mystery: The Case of the Lethal Lifestyle) (Fernsehfilm)
- 1995: Baywatch Nights (Fernsehserie, Episode 1x08)
- 1995: Lover’s Leap
- 1997: Die Hawking Affäre (Blue Motel)
- 1997: The Price of Desire
- 2000: Gedo
- 2000: Todeskommando Weißes Haus (The Alternate)
- 2007: The Indian
- 2016: Divorce Texas Style
- 2016: Last Stop
- 2020: Body of Night
- 2020: Choke